# Cyrus (patriarcha Konstantynopola)
Cyrus, gr. Κύρος – patriarcha Konstantynopola w latach 705–712. 

## Życiorys
Na urząd patriarchy został wprowadzony przez cesarza Justyniana II w 705 r. Po jego upadku został usunięty. Jest on uważany za świętego w Kościele prawosławnym (8/21 stycznia) i w Kościele rzymskokatolickim (7 stycznia). 